# São Francisco (Sergipe)
São Francisco est une municipalité brésilienne située dans l'État du Sergipe.